# Giovanni Pozzi
Giovanni Pozzi OFMCap (* 20. Juni 1923 in Locarno; † 20. Juli 2002 in Lugano) war ein Schweizer Kapuziner und Professor für italienische Literatur an der Universität Freiburg (Schweiz). 

## Leben
Giovanni Pozzi wurde als Sohn des Ettore Pozzi und der Maria Rosa Patocchi geboren und auf den Vornamen Paolo getauft. Im Alter von elf Jahren trat er in das Kapuzinerkloster Faido ein und setzte sein Studium in Cesena fort, wo er seine Gelübde unter dem Namen Giovanni ablegte und wo er 1948 zum Priester geweiht wurde. Von 1948 bis 1954 setzte er sein Studium an der Universität Freiburg fort (unter der Leitung von Gianfranco Contini und Giuseppe Billanovich); von 1960 bis 1988 lehrte er an derselben Universität italienische Literatur.
Als Essayist und Literaturkritiker von internationalem Rang befasste er sich mit den Mystikern des Barock in Wort und Bild. 1964 veröffentlichte er die monumentale Ausgabe der Hypnerotomachia Poliphili von Francesco Colonna (1499). Pozzis bedeutsamste editorische Leistung steht wohl im Zusammenhang mit der Veröffentlichung des kritischen reich kommentierten Textes von L'Adone von Giovan Battista Marino (1976, 2. Auflage 1988).

## Schriften (Auswahl)
- Saggio sull’oratoria sacra nel Seicento esemplificato sul padre Emmanuele Orchi. Istituto di studi francescani, 1954.
- Dicerie sacre e Strage degl’innocenti von Giambattista Marino. Einaudi, Torino 1960.
- Hypnerotomachia Poliphili von Francesco Colonna. Kritische Ausgabe in Zusammenarbeit mit L. A. Chiappori, 1964.
- als Hrsg.: Ermolao Barbaro: Castigationes Plinianae et in Pomponium Melam. Kritische Ausgabe. Padua 1973–1979 (= Thesaurus mundi. Bibliotheca scriptorum Latinorum mediae et recentioris aetatis curantibus Josepho Billanovich, Guidone Martellotti, Johanne Pozzi II).
- La rosa in mano al professore. Editions universitaires, Fribourg 1974.
- L’Adone. Kritische Ausgabe, Mondadori, Milano 1976.
- La parola dipinta. Adelphi, Milano, 1981.
- Come pregava la gente. In: Archivio Storico Ticinese. Casagrande, Bellinzona 1983.
- Temi, topoi, stereotipi. Essay, in Letteratura italiana. Einaudi, Torino 1984.
- Poesia per gioco. Prontuario di figure artificiose. Il Mulino, Bologna 1984.
- Le parole dell’estasi. Adelphi, Milano 1984.
- Rose e gigli per Maria: un’antifona dipinta. Edizioni Casagrande, Bellinzona 1987.
- Il parere autobiografico di Veronica Giuliani. In: Strumenti critici. Il Mulino, Bologna 1987.
- L’Adone. Neue Auflage, Adelphi, Milano 1988.
- Scrittrici mistiche italiane. kritische Ausgabe in Zusammenarbeit mit Claudio Leonardi, Marietti, Genova 1988.
- Des fleurs dans la poésie italienne. Editions universitaires, Fribourg 1989.
- Il libro dell’esperienza della Beata Angela da Foligno. Adelphi, Milano 1992.
- Sull’orlo del visibile parlare. Adelphi, Milano 1993.
- Alternatim. Adelphi, Milano 1996.
- Grammatica e retorica dei santi. Vita e Pensiero, Milano 1997.
- Tacet. Adelphi, Milano 2002.
- In forma di parola. Medusa Edizioni, Milano, 2003.

## Preise und Auszeichnungen
- Premio internazionale «Galileo Galilei» dei Rotary Italiani per la Storia della letteratura italiana, 1992.[2]
- Premio Viareggio-Repaci, 1996.
- Premio Chiara alla carriera, 1998.
- Premio del Centenario della Banca della Svizzera Italiana BSI SA Challenger 2000.